# FA Premier League de 1992–93
A temporada 1992-93 da Premier League foi a edição inaugural da Premier League, a categoria de futebol mais alta da Inglaterra. A temporada começou em 15 de agosto de 1992 e terminou em 11 de maio de 1993. A liga era formada pelos 22 clubes que se separaram da English Football League no final da temporada de 1991-1992. A nova liga foi apoiada por um contrato de cinco anos e 305 milhões de libras com a Sky para televisionar partidas da Premier League. Em conceito, a Premier League era idêntica à antiga Primeira Divisão da Liga de Futebol, que foi reduzida a três divisões. O Manchester United foi o vencedor da competição, com dez pontos de vantagem sobre o Aston Villa, consagrando-se como o primeiro vencedor da Premier League. Éric Cantona marcou o primeiro hat-trick da história da Premier League, na vitória do United por 5–0 sobre o Tottenham Hotspur.

## Equipas Participantes

### Equipas, Treinadores e Estádios
| Equipa              | Treinador                   | Estádio         | Cidade        |
| ------------------- | --------------------------- | --------------- | ------------- |
| Leeds United        | Howard Wilkinson            | Elland Road     | Leeds         |
| Manchester United   | Alex Ferguson               | Old Trafford    | Manchester    |
| Sheffield Wednesday | Trevor Francis              | Hillsborough    | Sheffield     |
| Arsenal             | George Graham               | Highbury Park   | Londres       |
| Manchester City     | Peter Reid                  | Maine Road      | Manchester    |
| Liverpool           | Graeme Souness              | Anfield         | Liverpool     |
| Aston Villa         | Ron Atkinson                | Villa Park      | Birmingham    |
| Nottingham Forest   | Brian Clough                | City Ground     | Nottingham    |
| Sheffield United    | Dave Bassett                | Bramall Lane    | Sheffield     |
| Crystal Palace      | Steve Coppell               | Selhurst Park   | Londres       |
| Queens Park Rangers | Gerry Francis               | Loftus Road     | Londres       |
| Everton             | Howard Kendall              | Goodison Park   | Liverpool     |
| Wimbledon           | Joe Kinnear                 | Selhurst Park   | Londres       |
| Chelsea             | David Webb                  | Stamford Bridge | Londres       |
| Tottenham Hotspur   | Doug Livermore Ray Clemence | White Hart Lane | Londres       |
| Southampton         | Ian Branfoot                | The Dell        | Southampton   |
| Oldham Athletic     | Joe Royle                   | Boundary Park   | Oldham        |
| Norwich City        | Mike Walker                 | Carrow Road     | Norwich       |
| Coventry City       | Bobby Gould                 | Highfield Road  | Coventry      |
| Ipswich Town        | John Lyall                  | Portman Road    | Ipswich       |
| Middlesbrough       | Lennie Lawrence             | Ayresome Park   | Middlesbrough |
| Blackburn Rovers    | Kenny Dalglish              | Ewood Park      | Blackburn     |

## Classificação Final
| Pos | Equipe                | Pts | J  | V  | E  | D  | GP | GC | SG  | Classificação ou descenso                                                 |
| --- | --------------------- | --- | -- | -- | -- | -- | -- | -- | --- | ------------------------------------------------------------------------- |
| 1   | Manchester United (C) | 84  | 42 | 24 | 12 | 6  | 67 | 31 | +36 | Qualificação para a primeira fase da Liga dos Campeões da UEFA de 1993–94 |
| 2   | Aston Villa           | 74  | 42 | 21 | 11 | 10 | 57 | 40 | +17 | Qualificação para a Copa da UEFA de 1993–94                               |
| 3   | Norwich City          | 72  | 42 | 21 | 9  | 12 | 61 | 65 | −4  | Qualificação para a Copa da UEFA de 1993–94                               |
| 4   | Blackburn             | 71  | 42 | 20 | 11 | 11 | 68 | 46 | +22 |                                                                           |
| 5   | Queens Park Rangers   | 63  | 42 | 17 | 12 | 13 | 63 | 55 | +8  |                                                                           |
| 6   | Liverpool             | 59  | 42 | 16 | 11 | 15 | 62 | 55 | +7  |                                                                           |
| 7   | Sheffield Wednesday   | 59  | 42 | 15 | 14 | 13 | 55 | 51 | +4  |                                                                           |
| 8   | Tottenham             | 59  | 42 | 16 | 11 | 15 | 60 | 66 | −6  |                                                                           |
| 9   | Manchester City       | 57  | 42 | 15 | 12 | 15 | 56 | 51 | +5  |                                                                           |
| 10  | Arsenal               | 56  | 42 | 15 | 11 | 16 | 40 | 38 | +2  | Qualificação para a Taça dos Clubes Vencedores de Taças de 1993–94        |
| 11  | Chelsea               | 56  | 42 | 14 | 14 | 14 | 51 | 54 | −3  |                                                                           |
| 12  | Wimbledon             | 54  | 42 | 14 | 12 | 16 | 56 | 55 | +1  |                                                                           |
| 13  | Everton               | 53  | 42 | 15 | 8  | 19 | 53 | 55 | −2  |                                                                           |
| 14  | Sheffield United      | 52  | 42 | 14 | 10 | 18 | 54 | 53 | +1  |                                                                           |
| 15  | Coventry City         | 52  | 42 | 13 | 13 | 16 | 52 | 57 | −5  |                                                                           |
| 16  | Ipswich Town          | 52  | 42 | 12 | 16 | 14 | 50 | 55 | −5  |                                                                           |
| 17  | Leeds United          | 51  | 42 | 12 | 15 | 15 | 57 | 62 | −5  |                                                                           |
| 18  | Southampton           | 50  | 42 | 13 | 11 | 18 | 54 | 61 | −7  |                                                                           |
| 19  | Oldham Athletic       | 49  | 42 | 13 | 10 | 19 | 63 | 74 | −11 |                                                                           |
| 20  | Crystal Palace (R)    | 49  | 42 | 11 | 16 | 15 | 48 | 61 | −13 | Rebaixamento                                                              |
| 21  | Middlesbrough (R)     | 44  | 42 | 11 | 11 | 20 | 54 | 75 | −21 | Rebaixamento                                                              |
| 22  | Nottingham Forest (R) | 40  | 42 | 10 | 10 | 22 | 41 | 62 | −21 | Rebaixamento                                                              |

1. ↑  Como o Arsenal se classificou para a Recopa Europeia ao vencer a Copa da Inglaterra, a vaga na Copa da UEFA para a Copa da Liga foi revertida para a liga e concedida ao Norwich City. A Inglaterra foi considerada para uma vaga extra na Copa da UEFA após o escândalo do futebol polonês de 1992–93, mas outra vaga foi concedida à Escócia, e considerou-se excessivo conceder as duas vagas à Grã-Bretanha, e a vaga extra foi concedida à Hungria.
2. ↑  O Arsenal se classificou ao vencer a Copa da Inglaterra de 1992–93 e, portanto, não assumiu sua vaga na Copa da UEFA para a final da Copa da Liga Inglesa de 1993, que voltou para a liga.

## Tabela de resultados
| Mandante \ Visitante | ARS | AVL | BLB | CHE | COV | CRY | EVE | IPS | LEE | LIV | MCI | MUN | MID | NOR | NFO | OLD | QPR | SHU | SHW | SOU | TOT | WIM |
| -------------------- | --- | --- | --- | --- | --- | --- | --- | --- | --- | --- | --- | --- | --- | --- | --- | --- | --- | --- | --- | --- | --- | --- |
| Arsenal              | —   | 0–1 | 0–1 | 2–1 | 3–0 | 3–0 | 2–0 | 0–0 | 0–0 | 0–1 | 1–0 | 0–1 | 1–1 | 2–4 | 1–1 | 2–0 | 0–0 | 1–1 | 2–1 | 4–3 | 1–3 | 0–1 |
| Aston Villa          | 1–0 | —   | 0–0 | 1–3 | 0–0 | 3–0 | 2–1 | 2–0 | 1–1 | 4–2 | 3–1 | 1–0 | 5–1 | 2–3 | 2–1 | 0–1 | 2–0 | 3–1 | 2–0 | 1–1 | 0–0 | 1–0 |
| Blackburn Rovers     | 1–0 | 3–0 | —   | 2–0 | 2–5 | 1–2 | 2–3 | 2–1 | 3–1 | 4–1 | 1–0 | 0–0 | 1–1 | 7–1 | 4–1 | 2–0 | 1–0 | 1–0 | 1–0 | 0–0 | 0–2 | 0–0 |
| Chelsea              | 1–0 | 0–1 | 0–0 | —   | 2–1 | 3–1 | 2–1 | 2–1 | 1–0 | 0–0 | 2–4 | 1–1 | 4–0 | 2–3 | 0–0 | 1–1 | 1–0 | 1–2 | 0–2 | 1–1 | 1–1 | 4–2 |
| Coventry City        | 0–2 | 3–0 | 0–2 | 1–2 | —   | 2–2 | 0–1 | 2–2 | 3–3 | 5–1 | 2–3 | 0–1 | 2–1 | 1–1 | 0–1 | 3–0 | 0–1 | 1–3 | 1–0 | 2–0 | 1–0 | 0–2 |
| Crystal Palace       | 1–2 | 1–0 | 3–3 | 1–1 | 0–0 | —   | 0–2 | 3–1 | 1–0 | 1–1 | 0–0 | 0–2 | 4–1 | 1–2 | 1–1 | 2–2 | 1–1 | 2–0 | 1–1 | 1–2 | 1–3 | 2–0 |
| Everton              | 0–0 | 1–0 | 2–1 | 0–1 | 1–1 | 0–2 | —   | 3–0 | 2–0 | 2–1 | 1–3 | 0–2 | 2–2 | 0–1 | 3–0 | 2–2 | 3–5 | 0–2 | 1–1 | 2–1 | 1–2 | 0–0 |
| Ipswich Town         | 1–2 | 1–1 | 2–1 | 1–1 | 0–0 | 2–2 | 1–0 | —   | 4–2 | 2–2 | 3–1 | 2–1 | 0–1 | 3–1 | 2–1 | 1–2 | 1–1 | 0–0 | 0–1 | 0–0 | 1–1 | 2–1 |
| Leeds United         | 3–0 | 1–1 | 5–2 | 1–1 | 2–2 | 0–0 | 2–0 | 1–0 | —   | 2–2 | 1–0 | 0–0 | 3–0 | 0–0 | 1–4 | 2–0 | 1–1 | 3–1 | 3–1 | 2–1 | 5–0 | 2–1 |
| Liverpool            | 0–2 | 1–2 | 2–1 | 2–1 | 4–0 | 5–0 | 1–0 | 0–0 | 2–0 | —   | 1–1 | 1–2 | 4–1 | 4–1 | 0–0 | 1–0 | 1–0 | 2–1 | 1–0 | 1–1 | 6–2 | 2–3 |
| Manchester City      | 0–1 | 1–1 | 3–2 | 0–1 | 1–0 | 0–0 | 2–5 | 3–1 | 4–0 | 1–1 | —   | 1–1 | 0–1 | 3–1 | 2–2 | 3–3 | 1–1 | 2–0 | 1–2 | 1–0 | 0–1 | 1–1 |
| Manchester United    | 0–0 | 1–1 | 3–1 | 3–0 | 5–0 | 1–0 | 0–3 | 1–1 | 2–0 | 2–2 | 2–1 | —   | 3–0 | 1–0 | 2–0 | 3–0 | 0–0 | 2–1 | 2–1 | 2–1 | 4–1 | 0–1 |
| Middlesbrough        | 1–0 | 2–3 | 3–2 | 0–0 | 0–2 | 0–1 | 1–2 | 2–2 | 4–1 | 1–2 | 2–0 | 1–1 | —   | 3–3 | 1–2 | 2–3 | 0–1 | 2–0 | 1–1 | 2–1 | 3–0 | 2–0 |
| Norwich City         | 1–1 | 1–0 | 0–0 | 2–1 | 1–1 | 4–2 | 1–1 | 0–2 | 4–2 | 1–0 | 2–1 | 1–3 | 1–1 | —   | 3–1 | 1–0 | 2–1 | 2–1 | 1–0 | 1–0 | 0–0 | 2–1 |
| Nottingham Forest    | 0–1 | 0–1 | 1–3 | 3–0 | 1–1 | 1–1 | 0–1 | 0–1 | 1–1 | 1–0 | 0–2 | 0–2 | 1–0 | 0–3 | —   | 2–0 | 1–0 | 0–2 | 1–2 | 1–2 | 2–1 | 1–1 |
| Oldham Athletic      | 0–1 | 1–1 | 0–1 | 3–1 | 0–1 | 1–1 | 1–0 | 4–2 | 2–2 | 3–2 | 0–1 | 1–0 | 4–1 | 2–3 | 5–3 | —   | 2–2 | 1–1 | 1–1 | 4–3 | 2–1 | 6–2 |
| Queens Park Rangers  | 0–0 | 2–1 | 0–3 | 1–1 | 2–0 | 1–3 | 4–2 | 0–0 | 2–1 | 0–1 | 1–1 | 1–3 | 3–3 | 3–1 | 4–3 | 3–2 | —   | 3–2 | 3–1 | 3–1 | 4–1 | 1–2 |
| Sheffield United     | 1–1 | 0–2 | 1–3 | 4–2 | 1–1 | 0–1 | 1–0 | 3–0 | 2–1 | 1–0 | 1–1 | 2–1 | 2–0 | 0–1 | 0–0 | 2–0 | 1–2 | —   | 1–1 | 2–0 | 6–0 | 2–2 |
| Sheffield Wednesday  | 1–0 | 1–2 | 0–0 | 3–3 | 1–2 | 2–1 | 3–1 | 1–1 | 1–1 | 1–1 | 0–3 | 3–3 | 2–3 | 1–0 | 2–0 | 2–1 | 1–0 | 1–1 | —   | 5–2 | 2–0 | 1–1 |
| Southampton          | 2–0 | 2–0 | 1–1 | 1–0 | 2–2 | 1–0 | 0–0 | 4–3 | 1–1 | 2–1 | 0–1 | 0–1 | 2–1 | 3–0 | 1–2 | 1–0 | 1–2 | 3–2 | 1–2 | —   | 0–0 | 2–2 |
| Tottenham Hotspur    | 1–0 | 0–0 | 1–2 | 1–2 | 0–2 | 2–2 | 2–1 | 0–2 | 4–0 | 2–0 | 3–1 | 1–1 | 2–2 | 5–1 | 2–1 | 4–1 | 3–2 | 2–0 | 0–2 | 4–2 | —   | 1–1 |
| Wimbledon            | 3–2 | 2–3 | 1–1 | 0–0 | 1–2 | 4–0 | 1–3 | 0–1 | 1–0 | 2–0 | 0–1 | 1–2 | 2–0 | 3–0 | 1–0 | 5–2 | 0–2 | 2–0 | 1–1 | 1–2 | 1–1 | —   |

## Melhores Marcadores
| CI. | Jogador          | Equipa                               | Golos |
| --- | ---------------- | ------------------------------------ | ----- |
| 1   | Teddy Sheringham | Nottingham Forest/ Tottenham Hotspur | 22    |
| 2   | Les Ferdinand    | Queens Park Rangers                  | 20    |
| 3   | Dean Holdsworth  | Wimbledon                            | 19    |
| 4   | Micky Quinn      | Coventry City                        | 17    |
| 5   | Alan Shearer     | Blackburn Rovers                     | 16    |
| 5   | David White      | Manchester City                      | 16    |
| 7   | Chris Armstrong  | Crystal Palace                       | 15    |
| 7   | Eric Cantona     | Leeds United/ Manchester United      | 15    |
| 7   | Brian Deane      | Sheffield United                     | 15    |
| 7   | Mark Hughes      | Manchester United                    | 15    |
| 7   | Matt Le Tissier  | Southampton                          | 15    |
| 7   | Mark Robins      | Norwich City                         | 15    |
| 7   | Ian Wright       | Arsenal                              | 15    |

## Equipa do Ano
| P  | Jogador          | Equipa              |
| -- | ---------------- | ------------------- |
| GR | Peter Schmeichel | Manchester United   |
| D  | David Bardsley   | Queens Park Rangers |
| D  | Paul McGrath     | Aston Villa         |
| D  | Gary Pallister   | Manchester United   |
| D  | Tony Dorigo      | Leeds United        |
| M  | Paul Ince        | Manchester United   |
| M  | Gary Speed       | Leeds United        |
| M  | Roy Keane        | Nottingham Forest   |
| A  | Alan Shearer     | Blackburn Rovers    |
| A  | Ian Wright       | Arsenal             |
| A  | Ryan Giggs       | Manchester United   |

## Jogador do Ano

### Melhor Jogador
| CI. | Jogador      | Equipa            |
| --- | ------------ | ----------------- |
| 1   | Paul McGrath | Aston Villa       |
| 2   | Paul Ince    | Manchester United |
| 3   | Alan Shearer | Blackburn Rovers  |

### Melhor Jogador Jovem
| P | Jogador     | Equipa            |
| - | ----------- | ----------------- |
| 1 | Ryan Giggs  | Manchester United |
| 2 | Nick Barmby | Tottenham Hotspur |
| 3 | Roy Keane   | Nottingham Forest |